# حارة العمال (كريتر)

تعديل مصدري - تعديل

حارة العمال هي إحدى حارات حي التلال الملتهبة الواقع بمديرية كريتر التابعة لمحافظة عدن، بلغ تعداد سكانها 3593 نسمة حسب تعداد اليمن لعام 2004.